# Franz Sebastian Voillard

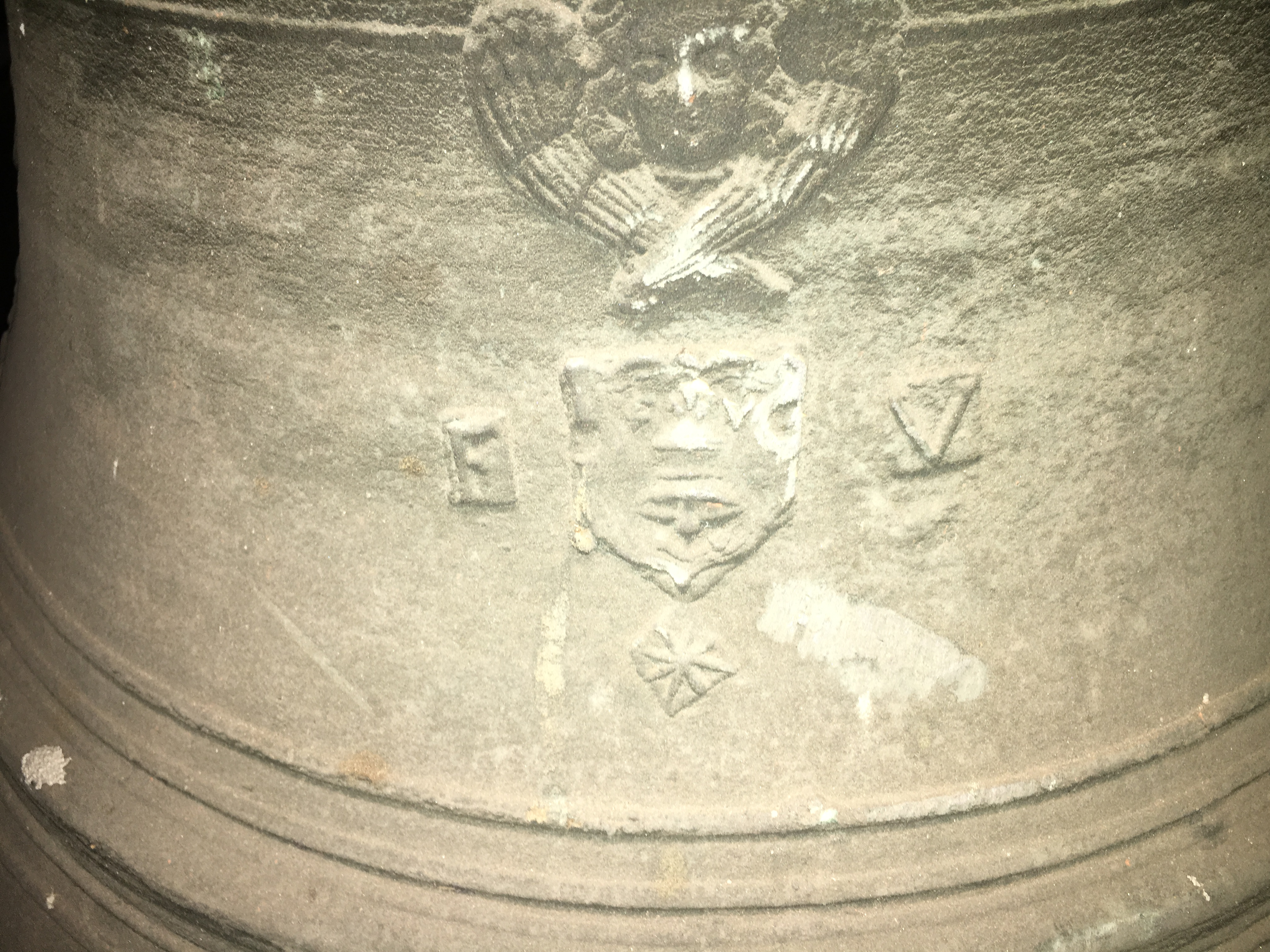
Voillards Gießerwappen

Franz Sebastian Voillard (auch Franziskus Sebastian Voillard, Franziscus Voillard, Franciscus Voillard; geb. vor 1638; gest. nach 1690) war ein aus Lothringen stammender Glockengießer des 17. Jahrhunderts in Frankfurt (Oder), dessen nachweisbare Tätigkeit zwischen 1638 und 1683 liegt.

## Leben
Die genauen Lebensdaten Voillards sind nicht bekannt. Er gehörte zu den zahlreichen französischen Gießern, die in der Zeit nach dem Dreißigjährigen Krieg, meist als wandernde Meister, den erheblichen Bedarf an neuen Glocken deckten. Diese Wandergießer gossen ihre Glocken am Auftragsort und kehrten im Winterhalbjahr zu ihren Familien zurück. Franz Sebastian Voillard ließ sich aber nachweislich in Frankfurt (Oder) nieder und erwarb dort das Bürgerrecht. 1683 wohnt er in der Junkerstraße 13. Voillard wurde der Hauptmeister des Frankfurter Glockengusses.

## Gestaltung der Glocken
Die Glocken der lothringischen Tradition lassen sich allein schon durch ihre reiche Gestaltung von denen der einheimischen Glockengießer unterscheiden. Die meisten der Glocken Voillards sind aber auch signiert. Auf der Mittelglocke der Oberkirche St. Nikolai in Cottbus lautet die Inschrift: Franziscus Voillard natione Gallus civis Frakof. me fecit. Charakteristisch als Glockenschmuck sind die Darstellung der Kreuzigung mit Maria unter dem Kreuz und einem Engel am Fuß des Kreuzes und die Darstellung Marias als Himmelskönigin auf der Mondsichel mit Krone, Zepter und Weltkugel, außerdem das Gießerwappen mit den Buchstaben F und V. Naturblattabdrücke sind offenbar ein weiterer charakteristischer Teil des voillardschen Gestaltungsschemas. Dem Meister wurde der Guss ganzer Geläute und auch sehr großer Glocken anvertraut. Seinem Wappen fehlt das Geschützrohr als Zeichen für den von den Gießern dieser Zeit oft auch vorgenommenen Stückguß (Kanonenguß). Von seinen 50 nachweisbaren Glocken haben circa ein Dutzend die Zerstörungen und Einschmelzungen der Kriege überlebt.

## Übersicht der Glocken
| Ort                                                                                       | Gebäude | Foto | Jahr | Ø in mm      | Gewicht in kg | Nominal | Glockenzier und Inschriften |
| ----------------------------------------------------------------------------------------- | --- | ---- | ---- | ------------ | ------------- | ------- | --- |
| Bloischdorf                                                                               | Dorfkirche St. Josef                                                                                                  |      | 1663 | 565 oder 567 | 100           | e2      | Haube Strahlenkranz auf der Oberplatte, Stufe zur Unterplatte, auf der Unterplatte je ein Blattabdruck visavis Hals zwei umlaufende Stege, dazwischen Rankefries, darunter drei Stege mit Schriftbändern, Hand mit ausgestrecktem Zeigefinger, NICOL VON SEIDLITZ INHABER DES GUTHS PLASDORFF, Hand mit ausgestrecktem Zeigefinger, HANS HARBURT VON MANDESLOW EINGEPFARTER ANNO 1663, zwischen zwei Rundstegen ein Schuppenband Flanke Avers: Relief Kruzifix mit Maria am Fuße des Kreuzes, Revers: Maria mit Kind, Gießersiegel, darüber Engelskopf mit untergeschlagenen Flügeln, links F, rechts V, darunter Stern, Engelskopf, links H, rechts B Wolm vier Doppelstege begleiten einen Ring Schlagring feiner Steg |
| Cottbus                                                                                   | Oberkirche St. Nikolai                                                                                                |      | 1671 | 1645         | 2880          | e1 −3   | Stadtwappen, Kreuzigungsgruppe und Madonna mit Kind |
| Cottbus                                                                                   | Oberkirche St. Nikolai                                                                                                |      | 1671 | 1480         | 2070          | des2 +2 | Mondsichelmadonna, Kreuzigungsgruppe |
| Cottbus                                                                                   | Stadthaus Erich-Kästner-Platz 1, ehemalige Stundenglocke vom Turm des Alten Rathauses Cottbus, 1945 schwer beschädigt |      | 1671 |              |               |         | Inschrift: JUDITH XIII CONFIRMA ME DOMINE DEUS ISRAEL ET RESPICE IN HAC HORA AD OPERA MANUUM MEARUM * ANNO DOMINI MDCLXXI DIE GUTTE DES HERREN IST ALLE MORGEN NEW IN KLAG LIEDER IEREM III CAP |
| Lieberose                                                                                 | Stadtkirche |      | 1653 |              | 856           |         | [ 5 ] |
| Nürnberg                                                                                  | Peterskirche |      | 1653 | 725          | 239           | c2      | [ 6 ] |
| Peitz                                                                                     | Stadtkirche |      | 1663 |              |               |         | [ 7 ] |
| Herrenberg                                                                                | Stiftskirche Glockenmuseum                                                                                            |      | 1659 | 930          | 528           | b1 −1   | ANNO 1659 DIE I OCTOB FUSA EST CAMPANA AD DIE TER OPI MAX GLORIAM B(eatae) V(irginis) M(ariae) & S IOANNIS BAPT HONOREM SUB PAROCHO MARTINO FRAN MORHOLTZ D(e) HEREDITARIA ILL BARBARA KITZLITZIN NATA ZEDLETZIN ECCL TUTORIBUS MARTINO BRUNTZEL & GEORGI REO(r?)SE FRANCISCUS VOILLARDI ME FECIT |
| Frankfurt (Oder)                                                                          | Nikolaikirche |      | 1673 |              |               |         | [ 9 ] |
| Frankfurt (Oder)                                                                          | Nikolaikirche |      | 1674 |              |               |         | [ 9 ] |
| Schmiedeberg (Angermünde)                                                                 | Dorfkirche |      | 1661 |              |               |         | [ 9 ] |
| Barnewitz                                                                                 | Dorfkirche |      | 1662 |              |               |         | [ 10 ] |
| Würselen                                                                                  | St. Willibrord |      | 1659 |              |               |         | [ 11 ] |
| Karby (Morsø Kommune)                                                                     | Kirche |      | 1638 | 1010         |               |         | En l’an 1638 sous le gouverneur George Seefeld et M. Christian Hans evesque et M. George Nicola curé en l’eglise Karebye m’ont faict fondre par M. George Hans de Aarhus et Francois Voillardde en France. Margeillier(!): IPM |
| Karby (Morsø Kommune)                                                                     | Kirche |      | 1638 | 820          |               |         | I Aar 1638 under Jørgen Seefeld Lensmand oc Tomes Kaas til Ørndrup, M. Christen Hansen Biscop, M. Jørgen Nielsen Sognpræst til Karby er denne Klocke støbt til Karby Kiercke af M. Jørgen Hansen i Aarhus och M. Frantz Voillard aff Franckerig. Kierckeverge IP og MA |
| Schmiedeberg (Angermünde), Glocke hing früher in Breesen - Großkirschbaum (Oststernberg). | Kirche |      | 1661 | 680          | 166           |         | Glockenzier: Über der vierreihigen Schrift Lilienfries, unter ihr schmale Girlande mit vier gleichen Jünglingsfiguren in Rankenwerk; am langen Feld große Kreuzigung mit Maria und Magdalena, Maria auf der Mondsichel mit Krone, Zepter und Weltkugel, Gießerwappen mit den Buchstaben F. V., auf der anderen Seite der dazu gehörige Engelskopf mit untergeschlagenen Flügeln, einzelne Buchstaben neben den Reliefs FBV - FG - HP - FV, ganz oben an der Glocke befinden sich 9 Abdrücke echter Blätter, davon 6 paarweise; in der Schrift als Richtungsweiser zwei Unterarme in Stulpenhandschuhen mit ausgestreckten Zeige- und Mittelfingern. Inschrift in römischen Buchstaben: Herr Johann Friedrich Freiherr von Loben C. B. Geheibter Rat Commendator zu Lagow, H(err) Peter Ernst Ludewig Hauptman, H(err) Bartholomeus Schmit Hans Seischner Schnitze, Michael Schmekke (?) Kirchenvorsteher in Kirschenbaume Ano 1661 Franciscus Voillard me fecit. |